# Ендрю Купер
Ендрю Купер (23 грудня 1964 , Мельбурн ) — австралійський веслувальник, олімпійський чемпіон, дворазовий чемпіон світу.

## Виступи на Олімпіадах
| Олімпіада      | Дисципліна | Місце |
| -------------- | ---------- | ----- |
| Сеул 1998      | вісімки    | 5     |
| Барселона 1992 | четвірки   | 1     |

## Зовнішні посилання
- Ендрю Купер — олімпійська статистика на сайті Sports-Reference.com (англ.) (архівна версія)
- Ендрю Купер на сайті Міжнародної федерації веслувального спорту